# 2019년 전미 비평가 협회상
제54회 전미 비평가 협회상은 2019년 최고의 영화를 기리기 위해 2020년 1월에 열린 시상식이다.

## 수상 및 후보

### 작품상
- 기생충 - 봉준호 수상
- 작은 아씨들 - 그레타 거윅
- 원스 어폰 어 타임... 인 할리우드 - 쿠엔틴 타란티노

### 감독상
- 작은 아씨들 - 그레타 거윅 수상
- 기생충 - 봉준호
- 아이리시맨 - 마틴 스코세이지

### 여우주연상
- 다이앤 - 메리 케이 플레이스 수상
- 애쉬 - 자오 타오
- 미드소마 - 플로렌스 퓨

### 남우주연상
- 페인 앤 글로리 - 안토니오 반데라스 수상
- 결혼 이야기 - 아담 드라이버
- 언컷 젬스 - 아담 샌들러

### 여우조연상
- 작은 아씨들 - 로라 던 수상
- 결혼 이야기 - 로라 던 수상
- 작은 아씨들 - 플로렌스 퓨
- 허슬러 - 제니퍼 로페즈

### 남우조연상
- 원스 어폰 어 타임... 인 할리우드 - 브래드 피트 수상
- 아이리시맨 - 조 페시
- 내 이름은 돌러마이트 - 웨슬리 스나입스
- 기생충 - 송강호

### 각본상
- 기생충 - 봉준호 외 1명 수상
- 원스 어폰 어 타임... 인 할리우드 - 쿠엔틴 타란티노
- 작은 아씨들 - 그레타 거윅

### 촬영상
- 타오르는 여인의 초상
- 클레어 마손 수상
- 원스 어폰 어 타임... 인 할리우드 - 로버트 리처드슨
- 작은 아씨들 - 요리끄 르 소

### 논픽션 영화상
- 허니랜드 - 루보미르 스테파노브 외 1명 수상
- 아메리칸 팩토리 - 스티븐 보그너 외 1명
- 아폴로 11 - 토드 더글라스 밀러